# なぜか初恋・南風
なぜか初恋・南風（なぜかはつこい・みなみかぜ）はTBS系列で1980年2月13日から7月16日まで「水曜劇場」（水曜21:00 - 21:55）で放送されたテレビドラマ。

## 概要
道子はパリに住んでいたが、夫を亡くし、18年ぶりに日本に帰国して生まれ育った東京・日本橋人形町でクレープ屋「南風堂」を開店。その南風堂を舞台にし、様々な出会い、新しい幸せなどを描いたコメディータッチのドラマ。
視聴率は平均9％台（ビデオリサーチ、関東地方）と低迷し、途中で打ち切りとなった。

## キャスト
- 梶道子：森光子
- 梶駿介：中村敦夫 - 道子の亡き夫の弟で、梶電機専務。
- めぐみ：大場久美子
- 藍子：池上季実子
- 青児：田中星児
- 国夫：松山英太郎
- 六郎：左とん平
- 毬子：松原智恵子
- 英子：朝丘雪路
- 一彦：杉浦直樹
- 梶恭介：広岡瞬 - 駿介の弟
- 梶大介：内田朝雄 - 道子の義父
- 忠八：荒井注
- 研二：岩谷隆広（現・谷隼人）
- 玄太：新井康弘
- 理絵：比企理恵
- 桃井登美：緋多景子
- 洋子：増田葉子 - 六郎の娘
- 和田昌子：青木明子 - 恭介の家庭教師[2]
- 玉枝：梶原ますみ - 梶家の家政婦[3]

ゲスト
- 佐知：小林幸子（第5話）- 女優
- 茜：茅島成美（第13話）- 国夫の別居中の妻
- 光：柴田裕（第13話）- 国夫の息子
- 千田文吉：東八郎（第14話）
- 米倉：恒吉雄一（第14話）- 千田物産社員
- 伴剛蔵：嵯峨善兵（第16話）- 経済界の大御所
- 沼田英夫：西城秀樹（第17話）
- 日出子：音無真喜子（第21話）- 藍子の同僚
- 佐野：堀之紀（第21話）
- 石黒：平田昭彦（第22話）

他

## スタッフ
- プロデューサー：宮武昭夫
- 脚本：小野田勇、松原敏春、堀英伸
- 音楽：萩田光雄
- 演出：鴨下信一、和田旭、峰岸進、山田護、日向宏之、清弘誠

## 主題歌
「HAPPY BIRTHDAY」さだまさし

## サブタイトル
| 話数 | 放送日        | サブタイトル         | 脚本             | 演出     |
| ---- | ------------- | -------------------- | ---------------- | -------- |
| 1    | 1980年2月13日 | パリ帰りの未亡人     | 小野田勇         | 鴨下信一 |
| 2    | 2月20日       | 気になるあいつ       | 小野田勇         | 鴨下信一 |
| 3    | 2月27日       | あたしはスパイ       | 小野田勇         | 和田旭   |
| 4    | 3月5日        | あの道この道迷い道   | 小野田勇         | 峰岸進   |
| 5    | 3月12日       | ただいま誕生         | 小野田勇         | 山田護   |
| 6    | 3月19日       | おせっかいも恋のうち | 松原敏春         | 和田旭   |
| 7    | 3月26日       | おとなも夢みる       | 小野田勇         | 鴨下信一 |
| 8    | 4月2日        | 逆転KO               | 小野田勇         | 峰岸進   |
| 9    | 4月9日        | 桜前線波高し         | 松原敏春         | 山田護   |
| 10   | 4月16日       | 春は涙の片思い       | 松原敏春         | 和田旭   |
| 11   | 4月23日       | 一枚の絵             | 小野田勇、堀英伸 | 峰岸進   |
| 12   | 4月30日       | 若者は翔べ           | 小野田勇         | 鴨下信一 |
| 13   | 5月7日        | かわいい悪ガキ       | 小野田勇         | 和田旭   |
| 14   | 5月14日       | 3-2=1                | 堀英伸           | 日向宏之 |
| 15   | 5月21日       | キッスしちゃった     | 松原敏春         | 峰岸進   |
| 16   | 5月28日       | 女をさがせ           | 小野田勇         | 山田護   |
| 17   | 6月4日        | 眼をあけて落ちろ!    | 松原敏春         | 鴨下信一 |
| 18   | 6月11日       | 袋だけが知っている   | 堀英伸           | 峰岸進   |
| 19   | 6月18日       | ふたりの初恋人形     | 松原敏春         | 清弘誠   |
| 20   | 6月25日       | ついてますよ!?       | 松原敏春         | 和田旭   |
| 21   | 7月2日        | 青春のふたり         | 小野田勇         | 山田護   |
| 22   | 7月9日        | パリからの訪問者     | 小野田勇         | 峰岸進   |
| 23   | 7月16日       | パリ行き幸福便       | 小野田勇         | 鴨下信一 |

## ネット局
- TBS（制作局）
- 新潟放送（同時ネット）[4]
- 北陸放送（同時ネット）[4]
- 南海放送（同時ネット）[5]
- 富山テレビ（水曜 22:00からの遅れネット）[4]
- 福井テレビ（水曜 22:00からの遅れネット）[4]

## 参照
TV なぜか初恋・南風 - allcinema
| TBS系 水曜劇場 | TBS系 水曜劇場   | TBS系 水曜劇場        |
| 前番組         | 番組名           | 次番組                |
| -------------- | ---------------- | --------------------- |
| 家路PART2      | なぜか初恋・南風 | 橋田ドラマ 見合い結婚 |